# Яндекс.Народ
«Я́ндекс.Наро́д» — ныне закрытый интернет-сервис бесплатного хостинга. По состоянию на декабрь 2010 года заявлялось более 3 млн сайтов.
17 января 2013 года компания «Яндекс» закрыла сервис по предоставлению функций файлообмена с возможностью хранения файлов размером до 5 ГБ, сделав все инструменты для загрузки и обмена файлами доступными только в облачном хранилище данных «Яндекс.Диске».
31 января 2013 стало известно о передаче хостинга веб-сервису uCoz, в связи со снижением популярности сервиса. 8 и 25 апреля сайты, созданные в «Мастерской» и «Конструкторе» соответственно, были переведены на uCoz.

## Возможности хостинга
- доменное имя третьего уровня вида login.narod.ru или login.narod2.ru;
- неограниченное пространство для сайта;
- FTP-закачка файлов на сервер (вида ftp://login.ftp.narod.ru(недоступная+ссылка)).

До августа 2009 года было также доступно создание гостевой книги, опросов и анкет, счётчиков, форума и чата.

## Показ рекламы на хостинге
Согласно пользовательскому соглашению, Яндекс имеет право показывать рекламную информацию на сайте пользователя. По умолчанию эта реклама демонстрируется во всплывающем окне, которое автоматически сворачивается через некоторое время. Если владельца сайта такой формат не устраивает, то, по согласованию с Яндекс, он может вместо него разместить в верхней части страницы баннер. Владельцы сайтов с большим числом посетителей, могут участвовать в рекламной сети Яндекса и получать доход от показов рекламы.
Изначально рекламу можно было полностью отключать, и эта услуга являлась платной, но, по словам представителей Яндекса, за всё время существования ей воспользовалось незначительное количество пользователей. В данный момент наличие такой услуги не заявляется.